# Río Huebra
Río Huebra är ett vattendrag i Spanien.   Det ligger i provinsen Provincia de Salamanca och regionen Kastilien och Leon, i den västra delen av landet, 270 km väster om huvudstaden Madrid.